# Yan Ge
Yan Ge (xinès simplificat: 颜歌) (Pixian, Chengdu 1984 -) Escriptora xinesa que forma part de l'anomenada generació "post-80" que va sorgir a l'escena literària xinesa arran del concurs de l'any 1998, destinat a distingir nous talents literari, iniciat per la revista de Shanghai, Mengya (萌芽,杂志).

## Biografia
Yan Ge de nom real Dai Yuexing (戴月行), va néixer el desembre de 1984 al districte de Pixian de la ciutat de Chengdu, província xinesa de Sichuan, en una família d'intel·lectuals. Va perdre la seva mare als sis anys, i sembla que li va deixar una empremta profunda: va dir que feia temps que li agradava començar les seves històries amb la senzilla frase “La meva mare ha mort. (“我的母亲死去了), com un leitmotiv.
Va fer un doctorat en literatura comparada a la Universitat de Chengdu.
El 2015 es va traslladar a Dublín amb el seu marit irlandès, allà Yan on va començar a escriure en anglès.

#### Trajectòria literària
Va començar a escriure molt aviat, i va publicar una primera història l'any 1994. No obstant això, la seva carrera la va iniciar realment l'any 2000, quan va començar a publicar contes a Internet, a la xarxa Rongshu (榕树) amb molt èxit. La seva primera col·lecció de contes es va publicar a la Xina quan tenia disset anys. L'any següent, va ser nomenada per l'Institut de Literatura Lu Xun com una de les deu novel·listes més joves de la Xina, i el febrer de 2002, el seu conte "Els meus setze anys i la fi del món del poble" (我的十六岁).和村上世界的尽头) va guanyar el quart concurs "Nous conceptes d'escriptura" organitzat per la revista Mengya, i el conte "L'arpa meravellosa" (锦瑟), publicat a la revista, va ser un dels més llegits.
El setembre de 2005, va publicar la novel·la, "A Beautiful Day" (良辰), que va iniciar un període d'investigació formal i estilística. De fet, es tracta d'una sèrie d'històries que tenen com a personatge principal un home anomenat Gu Liangcheng, que apareix sota diverses aparences, com un camaleó: apicultor, dramaturg, reparador d'automòbils, fabricant de corones de flors, etc.
L'any 2011, va anar a la Universitat Duke a Carolina del Nord (EUA) com a investigadora visitant. Allà, va escriure unes de les seves millors novel·les "The Chilli Bean Paste Clan" (我们家), traduït literalment com "La nostra família".
L'agost de 2011, just abans de la Fira de Pequín que la destacava, va publicar la seva novel·la, "La simfonia dels sons" (声音乐团), amb la música com a fil conductor de la narració i en particular, la simfonia núm.2 de Mahler. Amb aquesta novel·la, Yan Ge va guanyar una notorietat que la va convertir en una de les líders de la generació d'escriptors “post-80”, tot i que ella rebutja aquesta etiqueta.
Yan Ge va ser l'escriptor convidat al festival Netherlands Crossing Border Festival a La Haia, del novembre de 2012, i des de llavors ha participat en nombrosos festivals literaris a Europa.

##### Estil
La seva escriptura utilitza molt el dialecte sichuanès, més que el xinès estàndard (mandarí). L'any 2016 va començar a escriure en anglès, i com ha dit en alguna entrevista "utilitza l'anglès per pensar críticament i el xinès per crear".
Els primers treballs de Yan Ge es van centrar en les meravelles, els déus i els fantasmes de la mitologia xinesa i la van fer especialment popular entre els adolescents.
Les seves obres han estat traduïdes entre altres idiomes com l'anglès, francès, alemany, coreà, i l'hongarès.

## Obres destacades
| Any  | Títol xinès      | Títol anglès                   |
| ---- | ---------------- | ------------------------------ |
| 2003 | 马尔马拉的璎     |                                |
| 2004 | 关河             |                                |
| 2005 | 良辰             | A Beautiful Day                |
| 2006 | 葡萄藤下的女人   |                                |
| 2006 | 异兽志           | Strange Beast of China         |
| 2007 | 桃乐镇的春天     |                                |
| 2008 | 五月女王         | May Queen                      |
| 2010 | 白吗             | White Horse                    |
| 2011 | 声音乐团         |                                |
| 2012 | 第一本散文随笔集 | Sad Stories of Pingle Township |
| 2013 | 我们家           | The Chilli Bean Paste Clan     |
| 2015 | 平乐镇伤心故事集 |                                |
| 2023 |                  | Elsewhere                      |

### Premis
Ha rebut nombrosos premis, entre ells el prestigiós Premi Mao Dun de Literatura per a la millor escriptora jove. Va ser homenatjada a la Fira del Llibre de Beijing del setembre de 2011.
L'any 2012 va ser escollida com a millor escriptora novel·la pel prestigiós (华语文学). 传媒大奖 最佳新人奖). "Chinese Literature Media Prize".
La revista People's Literature (Renmin Wenxue 人民文学) la va mwncionar en una llista que recorda a The New Yorker '20 under 40', com un dels vint futurs mestres literaris de la Xina.
La traducció a l'anglès de la seva novel·la The Chilli Bean Paste Clan es va publicar el 2018 (Balestier Press) i va guanyar un premi PEN Translates.